# U.S. National Championships 1885
Gli U.S. National Championships 1885 (conosciuti oggi come US Open) sono stati la 5ª edizione degli U.S. National Championships e seconda prova stagionale dello Slam per il 1885.
Si è disputato al Newport Casino di Newport negli Stati Uniti.
Il singolare maschile è stato vinto dallo statunitense Richard Sears, che si è imposto sul connazionale Godfrey M. Brinley in quattro set col punteggio di 6–3, 4–6, 6–0, 6–3. Nel doppio maschile si sono imposti Richard Sears e Joseph Clark.

## Singolare maschile
Richard Sears ha battuto in finale  Godfrey M. Brinley con il punteggio di 6–3, 4–6, 6–0, 6–3.

## Doppio maschile
Richard Sears /  Joseph Clark hanno battuto in finale  Henry Slocum /   Percy Knapp con il punteggio di 6–3, 6–0, 6–2.